# Frederik Vogelius
Frederik Christian Paludan Vogelius (født 28. august 1866 på Frederiksberg, død 4. oktober 1938 i København) var en dansk overlæge (fra 1911 til 1936), med speciale i intern medicin, herunder særligt mave- og tarmsygdomme. 
Vogelius var søn af farmaceut og brygmester Peter August Vogelius (1821 - 1889) og Marie Schneider (1842 - 1918). 

## Tillidshverv og hædersbevisninger
- Medlem af Den almindelige danske Lægeforenings Cancerkomité (forgængeren for Kræftens Bekæmpelse) fra 1897.
- Bestyrelsesmedlem af Dansk Røde Kors - Afdeling København fra 1917.
- Bestyrelsesmedlem af Dansk Røde Kors - Landsorganisation fra 1923.
- Bestyrelsesmedlem af Montebello fra 1916.
- Bestyrelsesmedlem af Københavns Sygehjem fra 1918.
- Bestyrelsesmedlem af Skandinaviske Kongresser for Intern Medicin fra 1921.
- Formand i Dansk Selskab for Intern Medicin fra 1923.